# Rościsław Choynowski

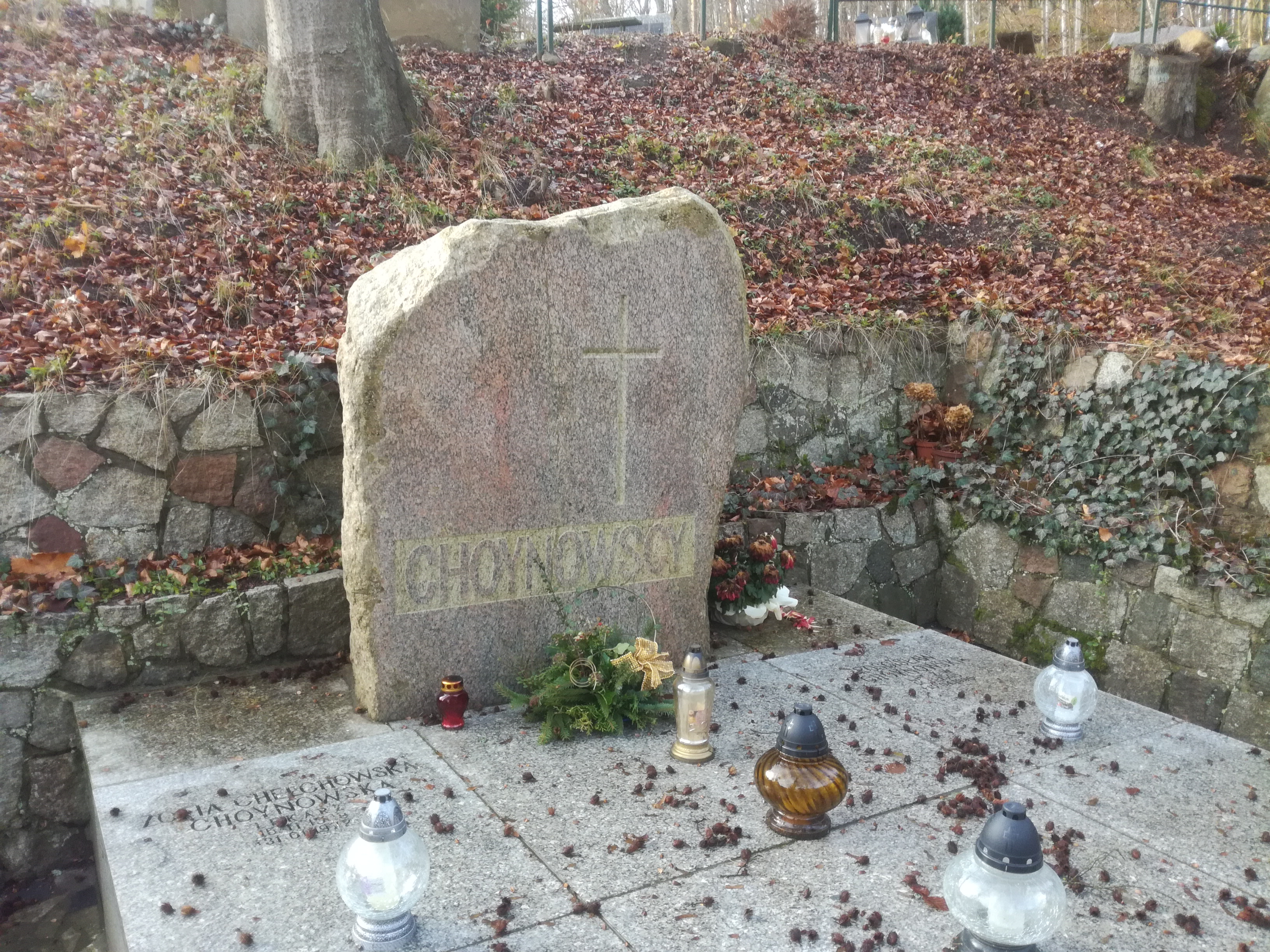
Grób Rościsława Choynowskiego na cmentarzu Witomińskim

Rościsław Choynowski (ur. 1 listopada?/14 listopada 1905 w Carskim Siole, zm. 10 kwietnia 1996) – kapitan żeglugi wielkiej, dowódca wielu polskich statków, uczestnik lądowania w Normandii.

## Życiorys
Urodził się w Carskim Siole w rodzinie polskiego przesiedleńca, farmaceuty. W roku 1907 rodzice przeprowadzili się do Sewastopola, gdzie Rościsław uczęszczał do szkoły, po której ukończył kurs motorzystów i podjął pracę na łodzi motorowej w porcie. W roku 1921 – gdy Sewastopol znalazł się pod okupacją francuskiego korpusu ekspedycyjnego, a w mieście działał polski konsulat – rodzinie udało się wyjechać do Warszawy, gdzie Choynowski zdał maturę, po czym wstąpił na Wydział Nawigacyjny Szkoły Morskiej w Tczewie, którą ukończył w roku 1929.
Po obowiązkowej podchorążówce rezerwy wrócił na morze. Pływał najpierw na „Tczewie”, a praktykę dla zdobycia stopnia kapitana żeglugi wielkiej odbywał na transatlantyku „Piłsudski”. 28 sierpnia 1939 roku, jako I oficer statku „Wilno", wyszedł w rejs do Göteborga, gdzie zastała go wojna.
Stamtąd wyprowadził cztery polskie statki do Bergen, a następnie do Szkocji. Do maja 1940 roku pływał w konwojach do Francji i Afryki. W połowie maja objął dowództwo na masowcu s/s „Kraków”, na którym dokonał ucieczki z portu Benisaftu, gdzie statek został aresztowany przez władze francuskie.
W roku 1940 założył – wraz z kapitanem Edwardem Gubałą – warsztaty remontowe „Baltic Coasting". W lutym 1941 roku Ministerstwo Żeglugi mianowało go kierownikiem rezerw PMH i Domu Marynarza w Liverpoolu (przeniesionego później do Rugby). Funkcję tę sprawował do maja 1942 roku. Później – do końca wojny – dowodził statkami „Poznań”, „Katowice", „Puck”, „Hel”, „Chorzów” i „Wisła”, a w czasie operacji Overlord ponownie „Wilnem”, z którym wrócił w roku 1946 do Polski.
W PMH pracował do 1951 roku, kiedy to – jak wielu innych przedwojennych oficerów – został wydalony z floty i przeniesiony pod przymusem do Stoczni Gdańskiej na stanowisko szefa bazy zdawczo-odbiorczej. Na morze wrócił w roku 1956, a w 1964 przeszedł na emeryturę.
Był członkiem Stowarzyszenia Kapitanów Żeglugi Wielkiej, Koła Tczewiaków i Koła Starych Gdynian. Odznaczony Medalem Morskim (czterokrotnie), Atlantic Star i War Medal 1939–1945. Swe wspomnienia opublikował w książce Ku chwale bandery. Pochowany na cmentarzu Witomińskim w Gdyni (kwatera 5-14-3).